# Vettelhoven
Vettelhoven ist ein Ortsbezirk der verbandsfreien Gemeinde Grafschaft im rheinland-pfälzischen Landkreis Ahrweiler. Der Ortsbezirk hat zurzeit 519 Einwohner. Bis zur Eingliederung in die im Jahr 1974 neu gebildete Gemeinde Grafschaft war Vettelhoven eine eigenständige Gemeinde.

## Geographie
Vettelhoven liegt linksrheinisch in der Nähe des Ahrtales. Zu Vettelhoven gehört auch der Wohnplatz Höhenhof.

## Geschichte
Das Gründungsdatum des Ortes ist nicht bekannt. Ein Dietrich von Vettelhoven wird erstmals im Jahre 1248 erwähnt.
Am 16. März 1974 wurde die bis dahin selbstständige Gemeinde Vettelhoven von der Verbandsgemeinde Ringen in die Gemeinde Grafschaft eingegliedert.

## Politik

### Ortsbezirk
Vettelhoven ist einer von elf Ortsbezirken der Gemeinde Grafschaft. Er wird durch einen Ortsbeirat und einem Ortsvorsteher vertreten.

### Ortsbeirat
Der Ortsbeirat besteht aus sieben Mitgliedern, die bei der Kommunalwahl am 9. Juni 2024 in einer personalisierten Verhältniswahl gewählt wurden, und dem ehrenamtlichen Ortsvorsteher als Vorsitzendem.
Die Sitzverteilung im Ortsbeirat:
| Wahl | SPD | CDU | Grüne | FWG 1 | Gesamt  |
| ---- | --- | --- | ----- | ----- | ------- |
| 2024 | –   | 3   | 1     | 3     | 7 Sitze |
| 2019 | 1   | 3   | 1     | 2     | 7 Sitze |
| 2014 | 1   | 4   | –     | 2     | 7 Sitze |
| 2009 | 1   | 3   | –     | 3     | 7 Sitze |

### Ortsvorsteher
Franz Josef Schneider (CDU) wurde 2014 Ortsvorsteher von Vettelhoven. Bei der Direktwahl am 26. Mai 2019 wurde er mit einem Stimmenanteil von 77,99 % und am 9. Juni 2024 als einziger Bewerber mit 70,8 % jeweils für weitere fünf Jahre in seinem Amt bestätigt.
Schneiders Vorgänger Stefan Wuzél (FWG) konnte sich bei der Kommunalwahl 2014 nicht gegen Schneider durchsetzen.

## Kultur und Sehenswürdigkeiten

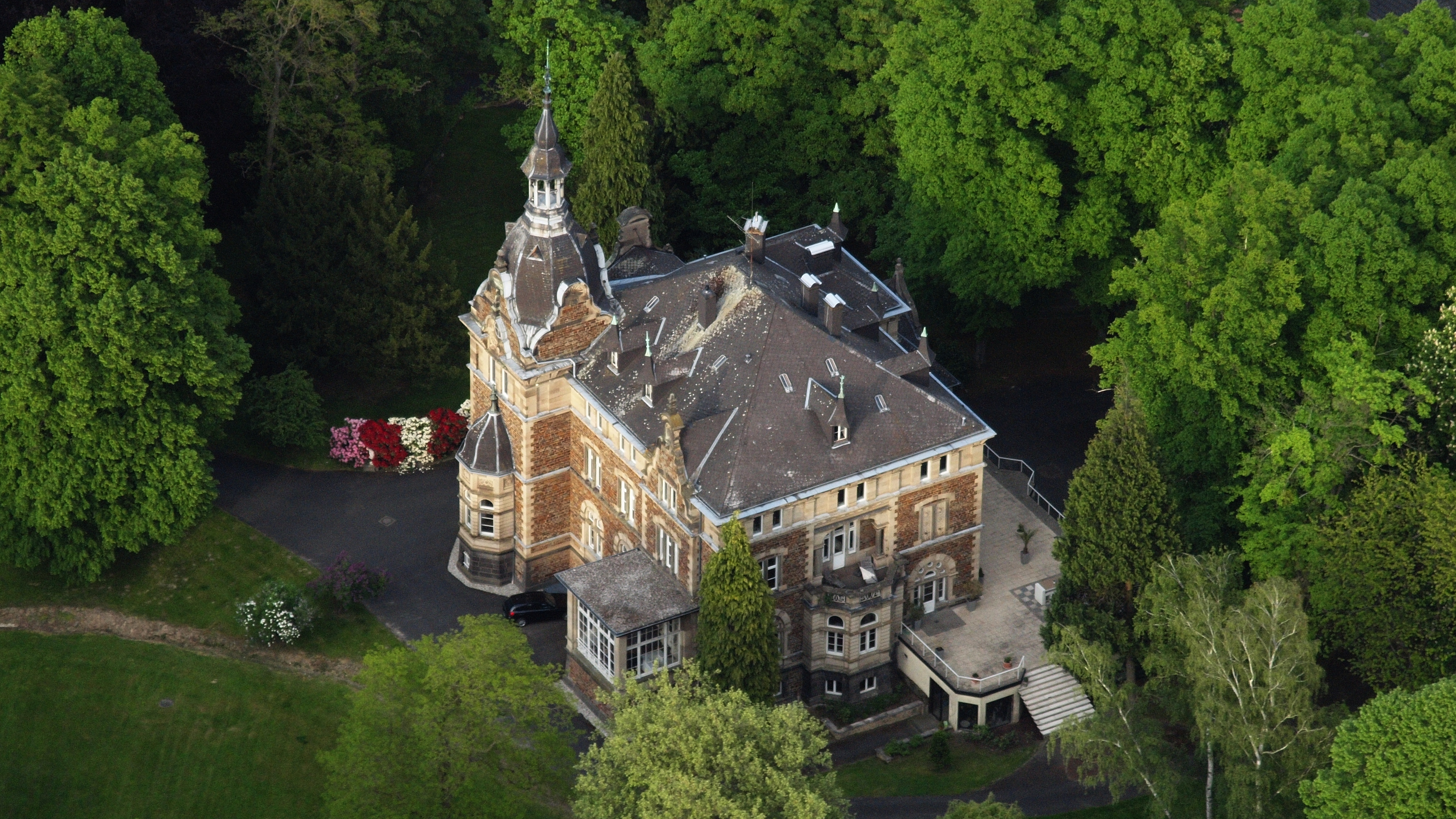
Schloss Vettelhoven

- Siehe Liste der Kulturdenkmäler in Grafschaft (Rheinland)

Das Schloss Vettelhoven ist ein um 1890 erbautes Gebäude im Stil der Neurenaissance, das in einem weitläufigen Park liegt.